# 1972年夏季奥林匹克运动会马达加斯加代表团
1972年夏季奥林匹克运动会马达加斯加代表团是马达加斯加派出的1972年夏季奥林匹克运动会代表团。